# ريما ميلاتي
مارجولين تامبايونج المعروفة باسمها المسرحي ريما ميلاتي (22 أغسطس 1937 - 23 يونيو 2022)، هي ممثلة ومغنية إندونيسية. ظهرت في ما يقرب من مائة فيلم روائي طويل. حصلت على العديد من الجوائز.
عملت ميلاتي أيضًا كمصممة أزياء وصاحبة مطعم مع زوجها فرانس تومبوان. بعد أن نجت من سرطان الثدي في التسعينيات من القرن العشرين، قامت بحملة للتوعية بسرطان الثدي .

## وفاتها
توفيت في مستشفى جاتوت سوبروتو العسكري في مدينة جاكرتا في 23 يونيو2022 عن عمر يناهز 84 عامًا. تم إدخالها إلى وحدة العناية المركزة قبل أيام من وفاتها بعد تعرضها لقرحة فراش.